# Hans Jürgen Press
Hans Jürgen Press, né le 15 mai 1926 à Konopki Małe (actuelle Pologne) et mort le 19 octobre 2002 à Hambourg, était un illustrateur et écrivain de livre pour enfants allemand. Beaucoup de ses livres sont des histoires à énigmes dont les indices se trouvent dans les illustrations.
Durant la Seconde Guerre mondiale, il fut capturé en France et transporté à Marseille où il prit un bateau pour Oran. Après 3 ou 4 jours, il fut transporté aux États-Unis. Press fut entraîné pour devenir un pilote de planeur non armé. Il déménagea à Hambourg en 1945 et étudia à la Hochschule für Bildende Künste. Alors qu'il était prisonnier de guerre à Ft. D.A. Russell au Texas, il peignait des fresques de scènes des montagnes de l'ouest du Texas au Building 98 à Marfa (Texas). Les fresques font partie du Registre national des lieux historiques. Il quitta Marfa en 1945,.
En 1953, il commença à illustrer pur « sternchen », le supplément pour enfants du magazine allemand Stern. Il inventa « Der kleine Herr Jakob », un petit homme à moustache et au chapeau rond qui ne parle jamais et dont les cases étaient commentée en vers. Les enquêtes de la main noire est une combinaison d'histoire et d'illustration qui apparaissait dans les chapitres hebdomadaires et dont la solution était donnée la semaine suivante. 
Press était l'un des inventeurs du « Wimmelbilderbuch », un genre d'illustration délibérément détaillé pour contenter les enfants à la recherche de certains objets.